# Padang Bindu (Semidang Aji)
Padang Bindu is een bestuurslaag in het regentschap Ogan Komering Ulu van de provincie Zuid-Sumatra, Indonesië. Padang Bindu telt 4791 inwoners (volkstelling 2010).